# Bachirou Salou
Bachirou Salou (Lomé, 15 settembre 1970) è un ex calciatore togolese attivo dalla fine degli anni ottanta agli anni Duemila. Ha la doppia nazionalità togolese e tedesca.
Trascorse gran parte della sua carriera in Bundesliga e totalizzò 39 presenze con la maglia del Nazionale togolese, di cui fu il team manager al campionato del mondo 2006 in Germania.

## Carriera
Nato a Lomé, fu scoperto a 19 anni dall'ex nazionale ceco Anton Ondruš, che, trovandosi in vacanza in Camerun, vide Salou giocare per una squadra di provincia. Con l'aiuto di Ondruš Salou si trasferì al Borussia Mönchengladbach nella stagione 1990-1991. Ben presto divenne un beniamino dei tifosi.
Nel corso della sua militanza nella squadra di Mönchengladbach vinse la Coppa di Germania nel 1995, con all'attivo 13 reti in 86 partite di campionato. Nello stesso anno in cui vinse la DFB Pokal si trasferì nella Zweite Bundesliga, all'Duisburg, che contribuì a riportare in massima serie segnando 26 gol in 95 partite, dal 1995 al 1998. Passò poi al Borussia Dortmund, dove rimase per una stagione. In seguito giocò con Eintracht Francoforte e Hansa Rostock e, nel 2003-2004, nell'Alemannia Aachen.
Dopo 14 anni tra la prima e la seconda divisione tedesca, nel 2004 si accordò con l'Eupen, nella seconda divisione belga. Vi restò per un anno e mezzo, per poi passare al calcio amatoriale.

## Palmarès
- Coppa di Germania: 1

Borussia Mönchengladbach: 1994-1995